# Leridanismo

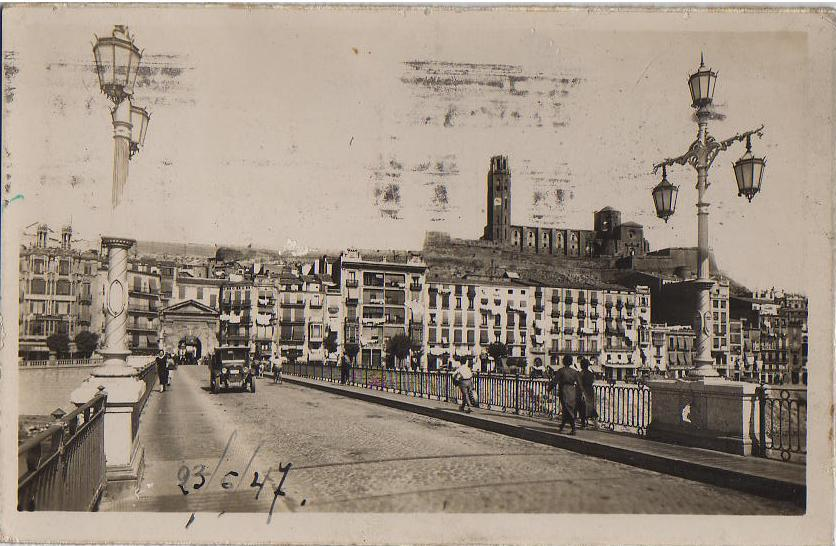
Lleida, el Pont Vell i al fons l'Arc del Pont, antiga porta principal de Lleida en una postal datada el 1947.

El leridanismo fou un moviment cultural i ideològic sorgit a la Lleida de la postguerra i orquestrat pels simpatitzants del nou règim franquista. Els leridanistas promovien una visió romàntica i idealitzada de la ciutat, defensaven la província de Lleida com a concepte identitari (relativitzant la seva catalanitat) i exaltaven alguns elements del folklore local. La idea era espanyolitzar Lleida apropant-la a l'Aragó tot qüestionant-ne la catalanitat. Durant les primeres dècades de la dictadura gaudiren d'una gran influència política i social a Lleida.

## Característiques
Els leridanistas no s'oposaven al desenvolupament d'algunes expressions culturals típicament catalanes (com ara els Jocs Florals) sempre que s'adaptessin i fossin plenament compatibles amb els postulats centralistes i uniformadors del règim franquista. De fet, aquestes van ser les úniques mostres de cultura autòctona que es van permetre durant els primers anys de la dictadura.
Entre altres activitats, els leridanistas s'interessaren per l'encaix de Lleida a Catalunya i la seva relació amb les províncies properes, fomentaven entre la població el recel envers Barcelona advertint del perill fagocitari de la capital i defensaven una visió totalment localista de la província, que no obstant això mai no es contradeia amb la seva pertinença a Espanya. La "lleidatanitat" era, segons ell, la manera amb la que els lleidatans expressaven la seva espanyolitat.
El leridanismo, com si fos una mena d'«ideologia oficial» del règim a Lleida, es va valer de nombrosos mitjans per a difondre els seus ideals: organitzacions socials, publicacions, diaris, esdeveniments culturals i folklòrics, etc.
| « | "Estamos en Lérida, la ciudad que tiene tanto de catalana como de aragonesa [...], que además de sentirse española, es la población más aragonesa fuera de Aragón”. | » |
| — Manuel Herrera Ges. Discurs pronunciat a Lleida el 19 de maig de 1939 en commemoració del Desfile de la Victoria de Madrid. | |   |

| «                      | "Lérida no es catalana en grado máximo. En realidad incluso nuestra propia habla no es más que una especie de dialecto situado entre el castellano y el catalán". | » |
| — Eduardo Aunós (1948) | |   |

| «                          | "La verdad hay que buscarla en la siguiente afirmación: ni catalana ni aragonesa, Lérida es leridana". | » |
| — Antonio Hernández Palmés | |   |

Cal destacar que, tot i que certament els leridanistas solien emfatitzar les diferències entre el català parlat a Lleida i el parlat a la resta de Catalunya, mai no va acabar de quallar un moviment secessionista lingüístic com el valencià.

## El Caliu Ilerdenc

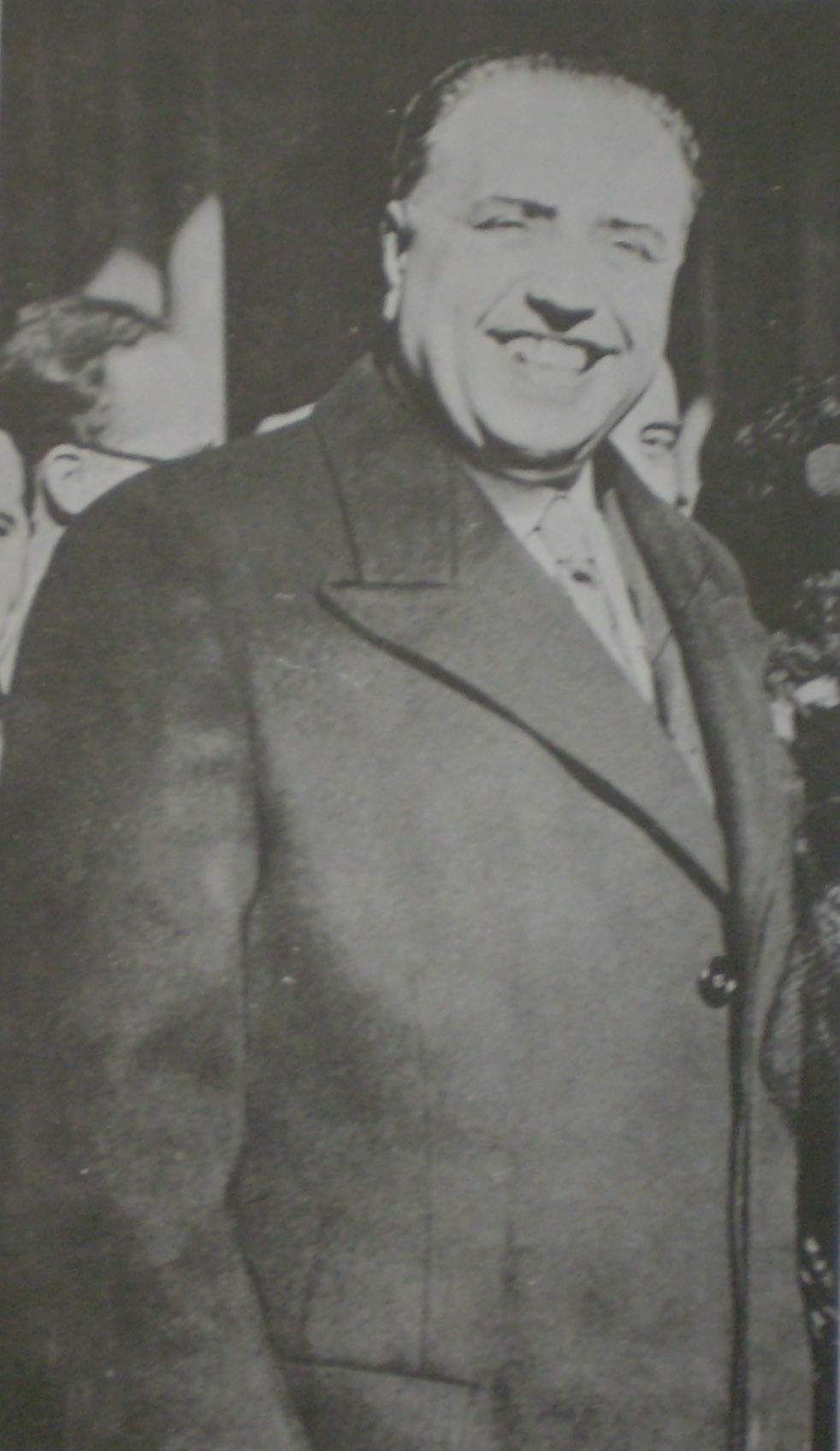
Eduardo Aunós, un dels principals exponents del leridanismo.

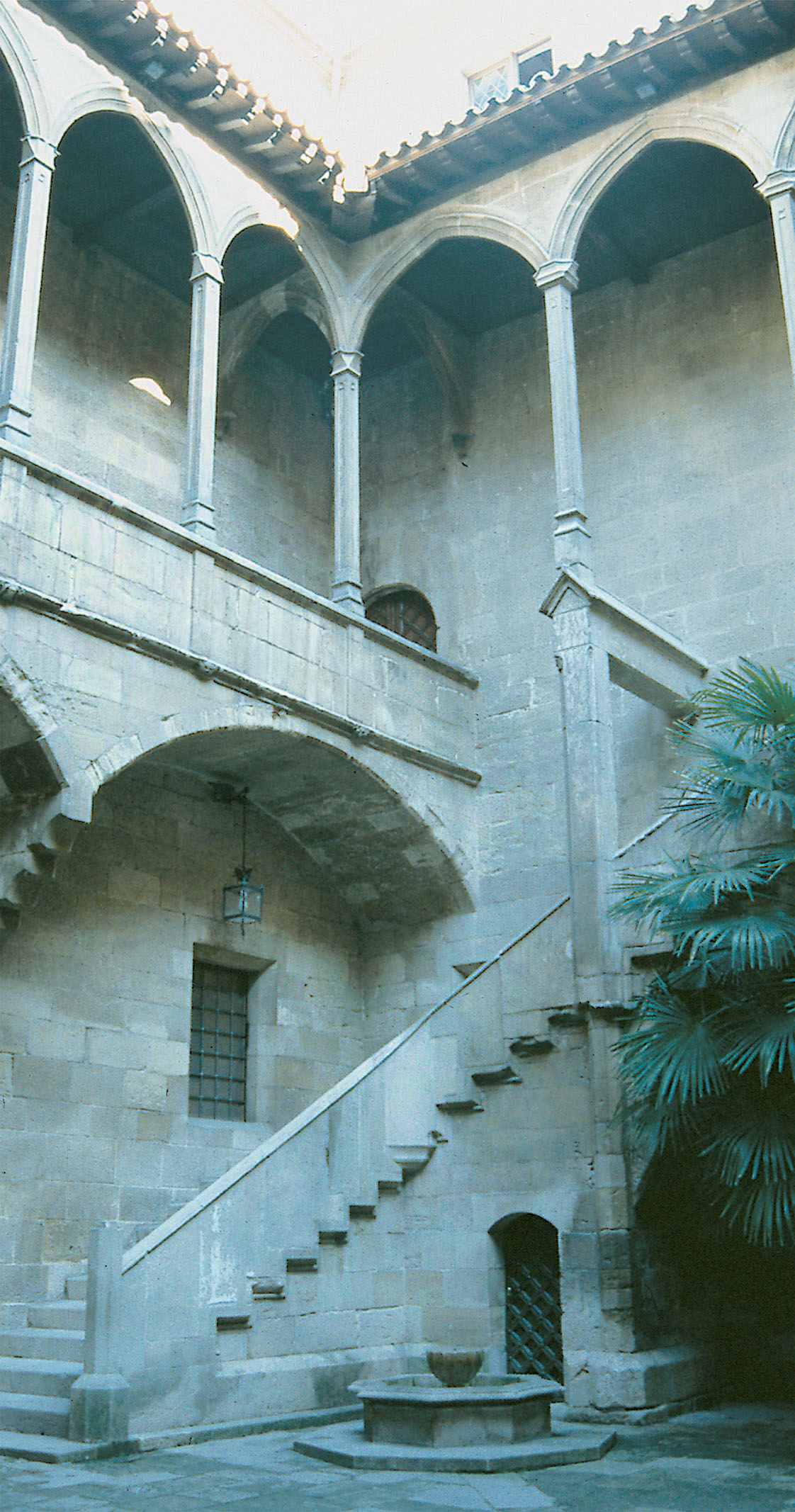
L'antic Hospital de Santa Maria, seu de l'Institut d'Estudis Ilerdencs.

Acabada la Guerra Civil, la dictadura franquista suposà per a Lleida, igual que per a la resta de ciutats de Catalunya, la prohibició de totes les mostres públiques de cultura catalana i la imposició de la simbologia i els fonaments ideològics del Movimiento Nacional.
En aquest marc es fundà el 24 de juliol de 1941 el "Caliu Ilerdenc", un elitista club gastronòmic i literari lleidatà que tingué una gran influència política a la ciutat durant els primers anys de la dictadura. La majoria dels seus membres eren lleidatans provinents de la dreta catòlica moderada i de la Lliga Regionalista. Un dels seus principals impulsors fou Eduardo Aunós, que arribaria a ser Ministre de Justícia del règim franquista. Al Caliu se li atribuí la capacitat de decidir qui ocupava els càrrecs públics més rellevants de la província (entre ells la paeria en cap de la capital o la presidència de la diputació). Com a exemple, la pràctica totalitat dels paers en cap de Lleida durant la dictadura van ser membres de l'associació: Ramon Areny (paer en cap de 1939 a 1941), Juan José Arnaldo Tárrega (1941-1943), Víctor Hellín Sol (1943-1952), Blas Mola Pintó (1952-1957), Casimiro Sangenís (1967-1974) i Miquel Montaña (1974-1976).
La influència dels leridanistas del Caliu Ilerdenc se va tornar a fer patent en 1942, quan la Diputació de Lleida, presidira aleshores per Josep Maria de Porcioles, creà l'Institut d'Estudis Ilerdencs (IEI), una institució destinada a promoure i exaltar la cultura lleidatana, contraposant-la sovint al concepte unitari de cultura catalana defensada, entre d'altres, per l'Institut d'Estudis Catalans.
Tot i això, el poder polític del Caliu Ilerdenc minvaria a partir de 1956, amb el nomenament d'Alberto Fernández Galar com a governador civil de Lleida.
Avui dia encara existeix l'associació Caliu Ilerdenc, formada per 44 membres (2007) de diverses ideologies. Entre altres activitats, reparteix premis de caràcter cultural.

## Lleida separada de Catalunya
Els leridanistas solien relativitzar la catalanitat de Lleida basant-se en una sèrie de suposats trets diferencials que l'allunyaven de la resta de Catalunya i la col·locaven a mig camí amb l'Aragó. De fet, alguns autors afirmaven que per raons econòmiques en l'actualitat la província tenia més vincles amb les terres aragoneses que amb Catalunya.
En aquesta línia es publicà el 1963 Lérida entre Aragón y Cataluña, en la geografía y en la historia la obra cumbre del leridanismo, escrita per Antonio Hernández Palmés, membre numerari de l'IEI. La conclusió d'aquesta obra constitueix un compendi de tot el moviment leridanista:
| «                                                                                                   | "A la vista de los antecedentes y fundamentos de todo orden, anteriormente expuestos, es forzoso llegar a la conclusión de que Lérida no es catalana ni aragonesa. Lérida es leridana." | » |
| — Antonio Hernández Palmés, Lérida entre Aragón y Cataluña, en la geografía y en la historia (1963) | |   |

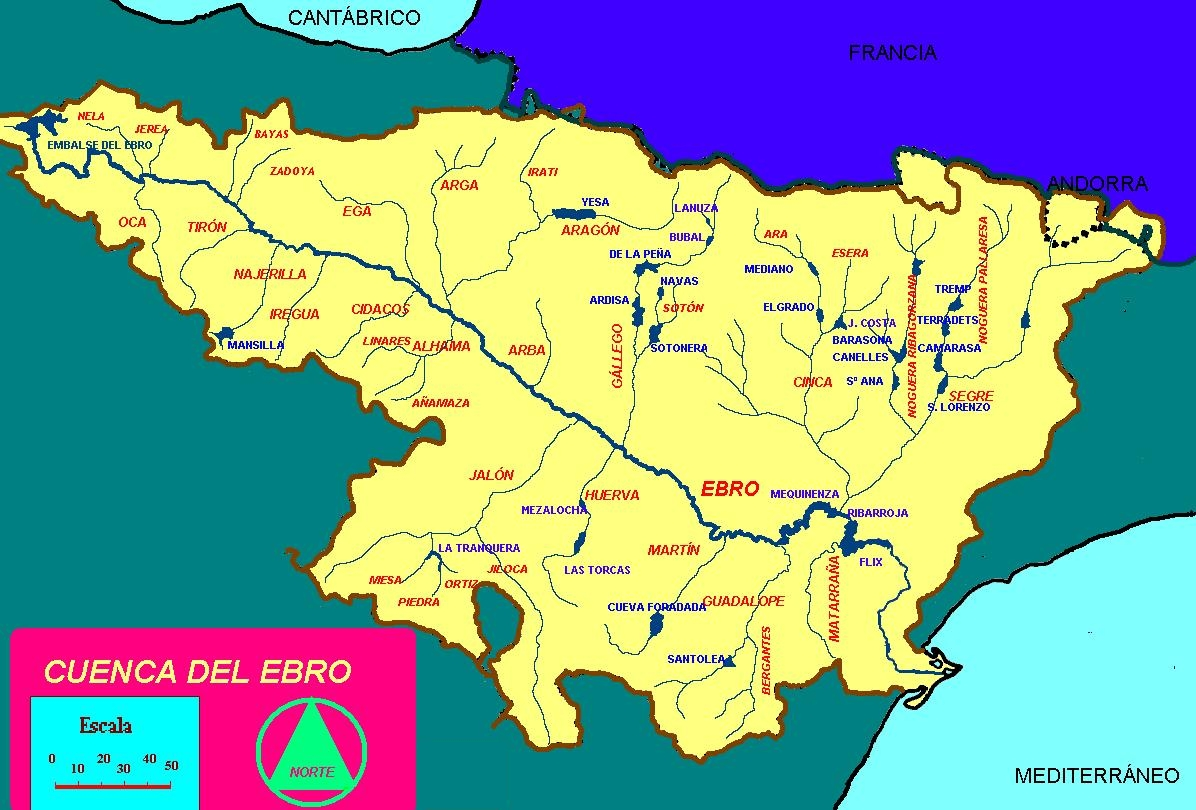
El règim franquista estudià la creació d'una regió basada en la vall de l'Ebre.

En novembre de 1966 la premsa espanyola es feia ressò d'un projecte de reorganització territorial impulsat pel Consell Econòmic Sindical Nacional que feia servir com a criteri bàsic les conques fluvials. L'esborrany presentat incloïa un mapa on apareixia una "Regió de la Vall de l'Ebre", amb capital a Saragossa, que incorporava les tres províncies aragoneses, Navarra, La Rioja, Àlaba i Lleida. Poques setmanes després se va conèixer que el Ministeri d'Educació havia aprovat dos llibres de text de batxillerat que incloïen un mapa d'Espanya on tornava a aparèixer la "Regió de la Vall de l'Ebre" amb la província de Lleida a dins, separada de les altres tres províncies catalanes, les quals formaven la "Regió Nord-est" o la "Catalunya Marítima".
Durant els següents mesos, la premsa local plantejà el "debat" sobre si Lleida era catalana o aragonesa, i tot i que alguns leridanistes donaren suport a la mesura escudant-se en raons suposadament pragmàtiques, els plans governamentals suscitaren el rebuig de bona part de la societat lleidatana, que es mobilitzà per a evitar que la província fos segregada de Catalunya i annexionada a aquesta nova regió. Així, l'1 de desembre de 1966 la Diputació de Lleida va emetre un comunicat qualificant de «fals rumor» la segregació i afirmant que la catalanitat de Lleida era «indiscutible» e «incontrovertible». Editorials de diaris com La Vanguardia, El Correo Catalán o Ya també es mostraren desfavorables a la segregació de la província de Lleida.
La principal reacció vingué de part del Club Deportivo Huracanes, que aconseguí reunir 6.000 signatures per a pregar al mateix Franco que aturés el projecte. La iniciativa no només va rebre suport a la ciutat de Lleida sinó també a Alcarràs, Artesa de Lleida, Balaguer o la Seu d'Urgell. D'altra banda, a la ciutat aparegueren uns pamflets que denunciaven el «centralisme absolutista del Govern Espanyol» pel seu intent de destruir la unitat de Catalunya. Aquests anaven signats per una "Organització Nacional d'Alliberament de Catalunya", de la qual no se'n sabia res i que segurament seria un nom inventat ad hoc per a dotar d'autoria al document i incrementar el seu efecte mobilitzador sobre la població.
Per a la desfilada de la Festa de l'Aigua d'Almacelles del 2 de març de 1967 un grup de persones muntà una carrossa que denunciava el projecte de segregació i reivindicava la catalanitat de les comarques lleidatanes. L'ajuntament de la localitat impedí la sortida de la carrossa, però pocs dies després, durant la desfilada de la Festa Major de Lleida, un membre del Sícoris Club aconseguí que passegés la carrossa pels carrers de la ciutat, sota crits de «Visca Catalunya!» de la ciutadania congregada.
Des de Barcelona, el Centre Comarcal Lleidatà organitzà una sèrie de conferències denunciant el projecte i defensant la catalanitat de Lleida. Autors de la capital com Ramon Trias Fargas, Antoni Badia o Joan Coromines denunciaren que el projecte de regionalització no seguia, en realitat, criteris econòmics o geogràfics.
No hi va haver cap contestació oficial a les protestes lleidatanes, però el projecte de reorganització territorial no arribà a prosperar i es confirmà la pertinència de Lleida a la regió integrada per les províncies de Barcelona, Girona i Tarragona. Els llibres de text van ser retirats del mercat, tot i que els seus editors es defensaren argumentat que el mapa només pretenia mostrar els límits d'una realitat natural com la vall de l'Ebre.

## La fi del leridanismo
Al llarg de la dècada dels 60 el leridanismo oficial començaria a ser seriosament contestat amb l'aparició de nombroses associacions culturals i d'oci com l'Orfeó Lleidatà, la Joventut Obrera Cristiana o els clubs esportius Sícoris i Huracans, que sense poder desmarcar-se dels principis fonamentals del règim oferien una visió obertament catalana de la cultura lleidatana.
Al seu torn, Josep Lladonosa, el principal historiador lleidatà del sigle XX, publicà tres volums en els quals defensava la catalanitat de Lleida per motius històrics: La ciutat de Lleida (1955 i 1959) i Lleida, problema i realitat (1967).
La fi del franquisme, la restauració de la democràcia i la consolidació de l'autonomia catalana conduïren a la pràctica desaparició del leridanismo.